# Adiwarna
Adiwarna는 말레이시아의 팝 가수 시티 누르할리자의 네 번째 정규 앨범이자, 세 번째 팝 앨범이다. 1998년 6월 29일 수리아 레코드를 통해 발매되었다. 말레이시아에서 20만장, 인도네시아에서 30만장의 판매량을 기록했다.

## 앨범 개요
시티의 네 번째 정규 앨범이며, 팝 앨범으로는 세 번째다.
1번 트랙 <Purnama Merindu>는 이 앨범에서 처음으로 녹음되었으며, 폭발적인 인기를 끌었다. 6번 트랙 <Diari Hatimu>는 당초 2집에 수록될 예정이었으나, 재녹음 후 여기에 다시 수록되었다. 5번 트랙 <Laguku di Hatimu>는 시티가 두 번째로 작사한 노래이다. 1번 트랙 <Purnama Merindu>와 7번 트랙 <Satu Cinta Dua Jiwa>는 싱글로 발매되었다.

## 수록곡
- Purnama Merindu
- Sendiri
- Kitakan Bersama
- Tak Rela Berpisah Darimu
- Laguku di Hatimu
- Diari Hatimu
- Satu Cinta Dua Jiwa
- Demi Kasih Sayang
- Tak Boleh Lupa
- Gelora Asmara

## 특징
- 1번 트랙 <Purnama Merindu>와 7번 트랙 <Satu Cinta Dua Jiwa>는 싱글로 발매되었다.
- 2번 트랙 <Sendiri>의 인도네시아 버전은 <Mencintaimu Selamanya>이며, <Purnama Merindu>와 순서가 바뀌어 있다.
- 5번 트랙 <Laguku di Hatimu>는 시티가 두 번째로 작사한 노래이다.